# Bremiella pulchella
Bremiella pulchella är en stekelart som först beskrevs av Joseph Kriechbaumer 1890.  Bremiella pulchella ingår i släktet Bremiella och familjen brokparasitsteklar. Inga underarter finns listade.